# Lingtai
Lingtai är ett härad inom Pingliangs stad på prefekturnivå i provinsen Gansu i nordvästra Kina.
Lingtai är indelat i ett stadsdelsdistrikt, nio köpingar, fyra socknar och en administrativ enhet på sockennivå.
Stadsdelsdistrikt (jiedao):

- Chengshi Shequ Guanli Weiyuanhui Diqu (城市社区管理委员会地区)

Köpingar (zhen):

- Baili (百里镇)
- Chaonei (朝那镇)
- Dudian (独店镇)
- Puwo (蒲窝镇)
- Shangliang (上良镇)
- Shaozhai (邵寨镇)
- Shizi (什字镇)
- Xitun (西屯镇)
- Zhongtai (中台镇)

Socknar (xiang):

- Liangyuan (梁原乡)
- Longmen (龙门乡)
- Xinghuo (星火乡)
- Xinkai (新开乡)

Område på sockennivå:
- Wanbaochuan Nongchang jordbruk (万宝川农场)